# Taylor Phinney
Taylor Phinney (* 27. Juni 1990 in Boulder, Colorado) ist ein ehemaliger US-amerikanischer Bahn- und Straßenradrennfahrer, der während seiner Karriere viermal Weltmeister im Elitebereich wurde.

## Sportlicher Werdegang
Als Sohn von Davis Phinney und Connie Carpenter-Phinney schien sein sportlicher Weg schon vorgeschrieben. Sein Vater gewann bei den Olympischen Spielen 1984 die Bronzemedaille im Mannschaftszeitfahren sowie zwei Etappen der Tour de France, seine Mutter war Eisschnellläuferin und später erfolgreiche Radsportlerin (vier WM-Medaillen, 1984 Olympiasiegerin im Straßenrennen). Doch zunächst entschied sich Taylor Phinney für den Fußball. Erst im Alter von 15 Jahren begann er, nach dem Besuch der Tour de France und einem Treffen mit Lance Armstrong, mit dem Radsport.
Zunächst fuhr Phinney für das Juniorenteam des heutigen UCI WorldTeams Garmin-Cervélo, Team 5280-Felt. In seiner ersten vollen Saison 2006, konnte Phinney elf nationale Rennen gewinnen.
2007 trat Taylor Phinney erstmals international in Erscheinung. Bei der Junioren-Rundfahrt Tour de l’Abitibi konnte er den Prolog sowie mit seinen Teamkollegen der Nationalmannschaft das Mannschaftszeitfahren gewinnen und auch die Gesamtwertung für sich entscheiden. Bei der Junioren-Weltmeisterschaft in Aguascalientes gewann er die Goldmedaille im Einzelzeitfahren auf der Straße. 2008 war Phinney auf einem Teilstück der Tour du Pays de Vaud erfolgreich. Bei den Weltmeisterschaften der Junioren gewann er die Bronzemedaille im Einzelzeitfahren auf der Straße. In der Saison 2010 nahm er als Mitglied seines Trek Livestrong U23-Teams an der Katar-Rundfahrt und belegte dort einen siebten und achten Etappenplatz. Im Spätsommer wurde er Stagiaire beim Team RadioShack.
Auf der Bahn wurde Phinney 2007 US-amerikanischer Meister in der Einerverfolgung der Elite-Klasse. Im Jahr darauf gewann er in der Einerverfolgung das Weltcuprennen in Los Angeles und wurde Erster in der Gesamtwertung gemeinsam mit Wolodymyr Djudja. Bei den Junioren-Weltmeisterschaften holte er Gold in dieser Disziplin. Er startete auch bei den Olympischen Spielen in Peking in der Einerverfolgung, wo er den siebten Rang belegte. Von Juni 2008 bis Februar 2009 hielt Phinney mit einer Zeit von 3:16,589 Minuten den Junioren-Weltrekord in der Verfolgung, bis ihn der Australier Michael Hepburn verbesserte.
2010 war für den von Experten als großes Talent angesehene Phinney das erfolgreichste Jahr seiner bisherigen Karriere. Er verteidigte nicht nur seinen Titel bei Paris–Roubaix (U23), sondern gewann auch beispielsweise die Olympia’s Tour inklusive vier Etappensiegen. Vor allem aber im Zeitfahren war Phinney erfolgreich. So wurde er nicht nur US-amerikanischer Meister im Einzelzeitfahren, wo er unter anderem Levi Leipheimer schlug, sondern er wurde auch Weltmeister im Zeitfahren der Klasse U23 im australischen Geelong. Im Straßenrennen der Espoirs, zwei Tage später, teilte er sich gemeinsam mit dem Kanadier Guillaume Boivin die Bronzemedaille.
2011 fuhr Phinney nicht für das Team RadioShack um Lance Armstrong, sondern für das BMC Racing Team. Als Grund nannte Phinney, dass er bei BMC weiterhin „zweigleisig“ – auf Bahn und auf der Straße – fahren könne. Er gewann in seinem ersten Jahr bei BMC das Einzelzeitfahren der Eneco Tour, damit sein erstes Rennen der UCI WorldTour, und wurde 4. der Gesamtwertung. 2012 gewann er das Auftaktzeitfahren des Giro d’Italia belegte bei den Olympischen Spielen in London im Straßenrennen und im Zeitfahren jeweils Platz vier. Seine erste vordere Platzierung bei einem Klassiker gelang ihm mit Platz 7 bei Mailand–Sanremo 2013. Beim WorldTour-Rennen Polen-Rundfahrt 2013 gewann er eine Etappe, nachdem er sich kurz vor dem Ziel aus dem Peloton absetzen konnte. Es war sein erster Sieg in einem Eliterennen der UCI-Kategorie 1 oder höher („Profirennen“), den er nicht in einem Zeitfahren erzielte.
Im Mai 2014 wurde Phinney US-amerikanischer Meister im Einzelzeitfahren. Im folgenden Straßenrennen stürzte er bei einer Abfahrt und erlitt einen komplizierten, doppelten Beinbruch. Diese schwere Verletzung hatte zur Folge, dass er ein Jahr lang keine Rennen bestreiten konnte. Erst im August 2015 konnte er wieder bei einem Rennen starten und belegte bei der Tour of Utah auf der dritten Etappe den dritten Platz. Sein endgültiges Comeback auf die internationale Bühne gab Phinney bei Gent–Wevelgem im März 2016. Im selben Jahr wurde er US-amerikanischer Meister im Einzelzeitfahren. Bei den UCI-Straßen-Weltmeisterschaften 2014 und 2015 gewann er mit BMC jeweils den Titel im Mannschaftszeitfahren.
Zur Saison 2017 wechselte Phinney zum Cannondale-Drapac Pro Cycling Team. Beim Monument des Radsports Paris-Roubaix 2018 konnte er noch einmal an seine U23-Erfolge in diesem Rennen anknüpfen und wurde Achter.
Nach Ablauf der Saison 2019, in der Phinney nur 25 Renntage bestritt, beendete er seine Karriere als Aktiver und führte dazu folgendes aus: „Letztendlich habe ich das Gefühl, dass mein Körper diese Entscheidung für mich getroffen hat. Ich war als Profi länger verletzt als gesund. Und ich hatte das Gefühl, dass es an der Zeit war, meine Chips einzutauschen und das Casino zu verlassen.“
Seit 2022 bestreitet Taylor Phinney Gravelrennen und startete im September beim spanischen Rennen Badlands.

## Auszeichnungen
- 2008: Junioren Radsportler des Jahres[15]
- 2010: Radsportler des Jahres in den USA[16]
- 2010: Sportler des Monats Oktober bei der Wahl des nationalen Olympischen Komitees der USA (USOC)[17]

## Erfolge
| 2007 - Weltmeister – Einzelzeitfahren (Junioren) 2008 - Weltmeisterschaft – Einzelzeitfahren (Junioren) 2009 - Prolog Flèche du Sud - Paris–Roubaix (U23) 2010 - eine Etappe Le Triptyque des Monts et Châteaux - eine Etappe Tour of the Gila - Gesamtwertung und vier Etappen Olympia’s Tour - Paris–Roubaix (U23) - Prolog und eine Etappe Tour of Utah - Prolog Tour de l’Avenir - US-amerikanischer Meister – Einzelzeitfahren - Weltmeister – Einzelzeitfahren (U23) - Weltmeisterschaft – Straßenrennen (U23) 2011 - Prolog Eneco Tour 2012 - Mannschaftszeitfahren Giro del Trentino - eine Etappe Giro d’Italia - eine Etappe USA Pro Cycling Challenge - Weltmeisterschaft – Mannschaftszeitfahren - Weltmeisterschaft – Einzelzeitfahren 2013 - Mannschaftszeitfahren Tour of Qatar - eine Etappe Polen-Rundfahrt 2014 - Gesamtwertung und eine Etappe Dubai Tour - eine Etappe Kalifornien-Rundfahrt - US-amerikanischer Meister – Einzelzeitfahren - Weltmeister – Mannschaftszeitfahren 2015 - eine Etappe USA Pro Challenge - Weltmeister – Mannschaftszeitfahren 2016 - Mannschaftszeitfahren Tirreno–Adriatico - US-amerikanischer Meister – Einzelzeitfahren - Mannschaftszeitfahren Eneco Tour - Weltmeisterschaft – Mannschaftszeitfahren 2019 - Mannschaftszeitfahren Tour Colombia | 2007 - US-amerikanischer Meister – Einerverfolgung 2008 - Weltcup Los Angeles – Einerverfolgung - Weltmeister – Einerverfolgung (Junioren) - US-amerikanischer Meister – 1000-m-Zeitfahren - US-amerikanischer Meister – Einerverfolgung - US-amerikanischer Meister – Mannschaftsverfolgung (mit Daniel Holloway, Brad Huff und Colby Pearce) 2009 - Weltmeister – Einerverfolgung - Weltcup Kopenhagen – Einerverfolgung - Weltcup Kopenhagen – 1000-m-Zeitfahren - US-amerikanischer Meister – Einerverfolgung - US-amerikanischer Meister – Mannschaftsverfolgung (mit Julian Kyer, Ian Moir und Justin Williams) - US-amerikanischer Meister – Punktefahren - US-amerikanischer Meister – Punktefahren (U23) 2010 - Weltmeister – Einerverfolgung |

## Wichtige Platzierungen
Monumente des Radsports
| Monument                 | 2011 | 2012 | 2013 | 2014 | 2015 | 2016 | 2017 | 2018 | 2019 |
| ------------------------ | ---- | ---- | ---- | ---- | ---- | ---- | ---- | ---- | ---- |
| Mailand–Sanremo          | –    | 113  | 7    | –    | –    | –    | –    | –    | –    |
| Flandern-Rundfahrt       | –    | –    | –    | 40   | –    | 61   | –    | 100  | –    |
| Paris–Roubaix            | –    | 15   | 23   | 30   | –    | 49   | –    | 8    | –    |
| Lüttich–Bastogne–Lüttich | –    | –    | –    | –    | –    | –    | –    | –    | –    |
| Lombardei-Rundfahrt      | –    | –    | –    | –    | –    | –    | –    | –    | –    |

Grand Tours
| Grand Tour            | 2011 | 2012 | 2013 | 2014 | 2015 | 2016 | 2017 | 2018 | 2019 |
| --------------------- | ---- | ---- | ---- | ---- | ---- | ---- | ---- | ---- | ---- |
| Giro d’ItaliaGiro     | –    | 155  | DNF  | –    | –    | –    | –    | –    | –    |
| Tour de FranceTour    | –    | –    | –    | –    | –    | –    | 159  | 136  | –    |
| Vuelta a EspañaVuelta | DNF  | –    | –    | –    | –    | –    | –    | –    | –    |

## Persönliches
Phinney ist mit der aktiven polnischen Radrennfahrerin Kasia Niewiadoma verheiratet.